# Lisa Pahlke

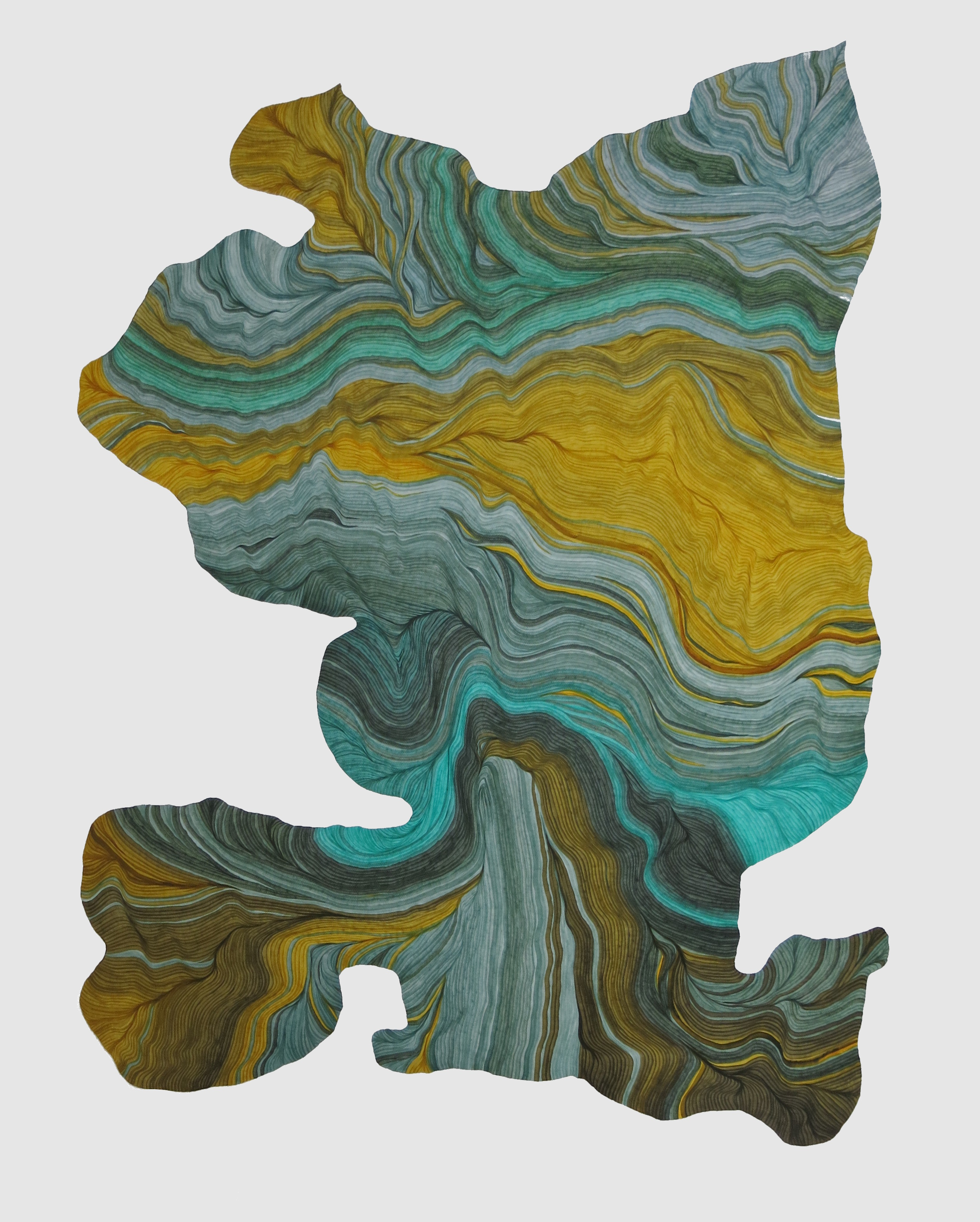
Lisa Pahlke, Bingbong, 2017.

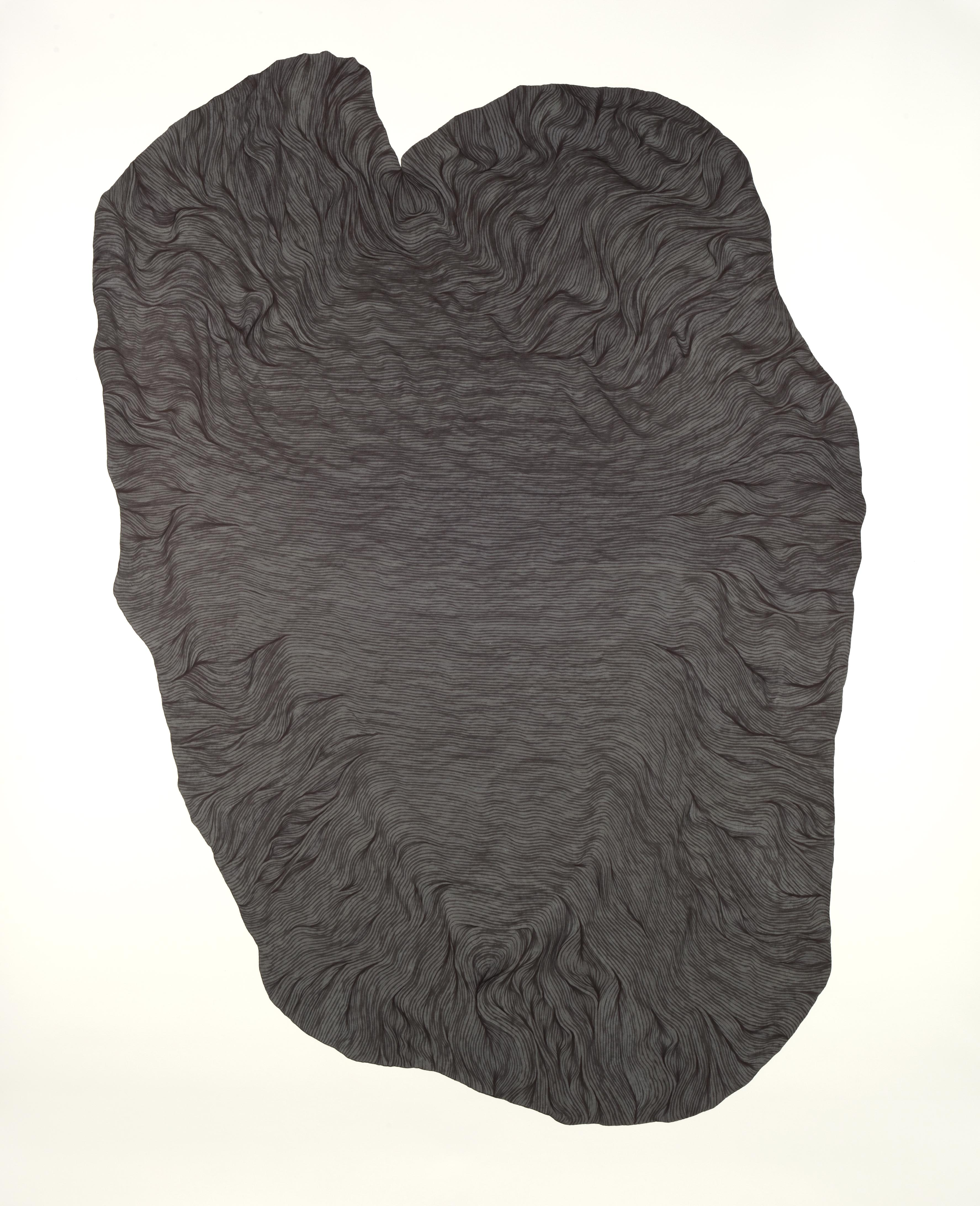
Lisa Pahlke, verpocht, 2015.

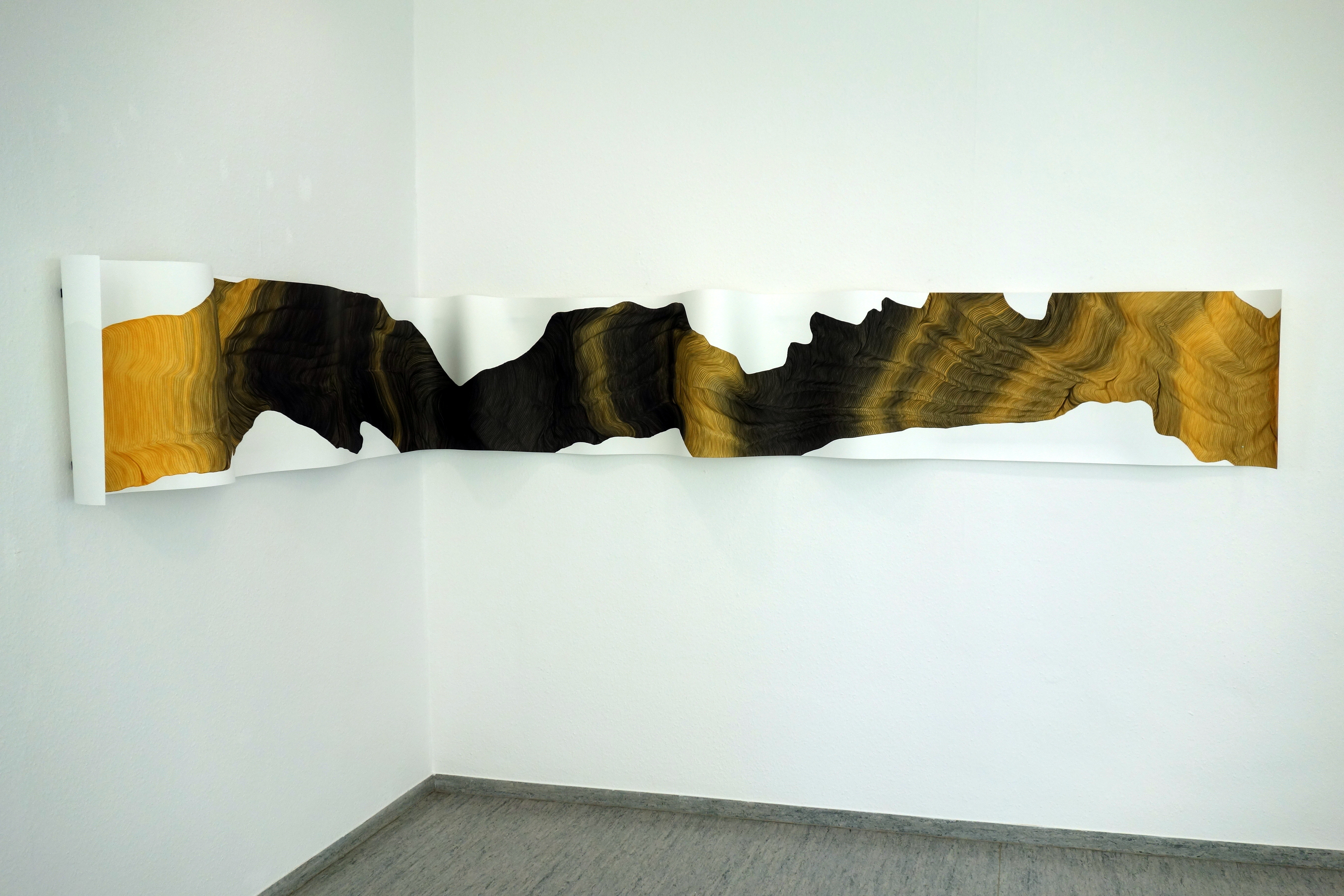
Lisa Pahlke, o.T., 2017.

Lisa Pahlke (* 1987 in Potsdam) ist eine zeitgenössische deutsche bildende Künstlerin.

## Leben
Lisa Pahlke studierte von 2009 bis 2015 Bildhauerei und architekturbezogene Medien an der Hochschule für Bildende Künste Dresden und war Meisterschülerin bei Christian Macketanz. Die Künstlerin lebt und arbeitet in Dresden.

## Werk
Die Auseinandersetzung mit der Linie als raumdefinierende und modellierende Einheit ist kennzeichnend für Lisa Pahlkes großformatige Papierarbeiten. Dicht aneinandergereihte Tusche- oder Filzstiftlineaturen ergeben organische Strukturen, die Beweglichkeit suggerieren und damit die Grenzen der Wahrnehmung herausfordern. Topografische Landschaften, eine Plattentektonik, Muskelfasern oder fallender Stoff sind im Inneren der Gestalt zu erkennen. Dabei reichen die Größen der Werke vom handlichen A2-Format bis hin zu raumgreifenden Dimensionen.

## Stipendien
- 2016–2017 Fellowship Jürgen-Ponto-Stiftung[3]

## Einzelausstellungen
- 2024: AKZENT Mind the Gap! Lisa Pahlke, Kupferstichkabinett Dresden
- 2023: PADERDINX2, Galerie vorn und oben, Eupen, Belgien
- 2023: split together, Galerie Gebr. Lehmann, Dresden
- 2022: PAPERDINX, galerie adlergasse, Dresden
- 2019: Die Innenseite der Oberfläche, Galerie Gebr. Lehmann, Dresden
- 2018: Lisa Pahlke, Altes Zollamt, Hamburg
- 2017: CONTACT, Oberüber Karger, Dresden
- 2017: Arum Maculatum, Galerie Schadow, Berlin
- 2016: Falter - Ćma, Galerie Brüderstraße, Görlitz

## Gruppenausstellungen
- 2019: Die neue Empfindsamkeit, Sehsaal, Wien
- 2018: Z.E.I.C.H.N.U.N.G.E.N, Dresdner Sezession 89 e.V./ galerie drei, Dresden
- 2018: Let pressure be pleasure, Tapetenwerk, Leipzig
- 2018: exit through the Brezl shop, Brezl Shop, An der Dreikönigskirche 5, Dresden
- 2018: Canvas. Junge Malerei aus Prag, Dresden und Berlin, Tschechisches Zentrum, Berlin
- 2017: Kopf oder Zahl. Lisa Pahlke / Richard Leue, Stipendiaten der Jürgen Ponto-Stiftung, MMK3, Frankfurt/Main
- 2017: Freimütig, Galerie Gebr. Lehmann, Dresden
- 2017: MeisterschülerInnen der HfBK Dresden, Städtische Galerie, Villingen-Schwenningen
- 2017: Z.E.I.C.H.N.U.N.G., Copyright, Berlin
- 2017: Echokammer, (mit Wiebke Herrmann), Galerie Töplitz, Potsdam
- 2017: WIN / WIN Die Ankäufe der Kulturstiftung des Freistaates Sachsen 2017, Halle 14 - Zentrum für Zeitgenössische Kunst, Baumwollspinnerei, Leipzig
- 2017: Ich bin nicht meine Zielgruppe. Die Sammlung Stefan Heinemann, Kunsthaus, Dresden
- 2017: Worte, denen keine Taten folgen, Kunstquartier Bethanien, Berlin
- 2016: The Most Right Swiped Men, Bensousan Han building, Thessaloniki
- 2016: how hard can it be, Galerie Gebr. Lehmann, Dresden
- 2016: I’ve seen a dying eye, Kunstquartier Bethanien, Berlin
- 2016: Konservativ sein lassen, Alte Feuerwache Loschwitz, Dresden
- 2015: HEIMAT, Geh 8, Dresden
- 2015: The Dinner (performance participation), Hamburger Bahnhof, Berlin
- 2015: Bonded, Hans Körnig Museum, Dresden
- 2014: Kunstlotterie, Galerie m2a, Dresden
- 2014: Zwitschern zwischen Zwischenzäunen, Künstlerhaus, Dortmund
- 2014: Klassentausch / Swap it, Motorenhalle, Dresden
- 2013: X-MIEZ special - Die Weihnachtsausstellung im F14, F14, Dresden
- 2012: DockArt, Salon Curnonsky, Angers
- 2012: Musée (em)portable, Carrousel du Louvre, Paris
- 2012: Cadrages, Ile de Baure, Port-Saint-Maur

## Artikel
- Olga Potschernina „Fingerübungen – es wird weiter gemalt. Canvas. Junge Malerei aus Prag, Dresden und Berlin“, art-in-berlin.de[4]